# CCDC122
CCDC122 (англ. Coiled-coil domain containing 122) – білок, який кодується однойменним геном, розташованим у людей на 13-й хромосомі. Довжина поліпептидного ланцюга білка становить 273 амінокислот, а молекулярна маса — 32 206.
| 10         |  | 20         |  | 30         |  | 40         |  | 50         |
| ---------- |  | ---------- |  | ---------- |  | ---------- |  | ---------- |
| MSDNKERKSQ |  | GFPKEDNQDT |  | SSLADAVEKV |  | AKQQQSQASE |  | IEKNKKVLFN |
| LKNELHELEK |  | EIAAISAETK |  | ETERQIYQQD |  | SAIENTKLHC |  | DSLETQIKSL |
| HSENVKLKFD |  | IETAQEDFEE |  | HMIKYNAYYA |  | KIKAHKNSLG |  | EVESKWSFMT |
| ELHEKRDFVK |  | KLKTMKEELM |  | QDLQNPGGNR |  | ITQVQEDITN |  | LKDKIITVKE |
| SIIEKTCFLE |  | EEKKTHEKLR |  | KEIEVQHKRY |  | DAILKRLHCQ |  | VNKLQSNRRQ |
| WQWNIQQLEK |  | TAAELRKCIG |  | MQE        |  |            |  |            |

A: Аланін

C: Цистеїн

D: Аспарагінова кислота

E: Глутамінова кислота

F: Фенілаланін

G: Гліцин

H: Гістидин

I: Ізолейцин

K: Лізин

L: Лейцин

M: Метіонін

N: Аспарагін

P: Пролін

Q: Глутамін

R: Аргінін

S: Серин

T: Треонін

V: Валін

W: Триптофан

Задіяний у такому біологічному процесі, як альтернативний сплайсинг. 